# Эшбахер, Адриан
Адриан Эшбахер (нем. Adrian Aeschbacher; 10 мая 1912, Лангенталь — 9 ноября 2002, Цюрих) — швейцарский пианист. Сын хормейстера Карла Эшбахера, брат дирижёра Никлауса Эшбахера и пианиста Рудольфа Эшбахера, отец дирижёра Матиаса Эшбахера.

## Биография
Учился в Цюрихской консерватории у Эмиля Фрая и Фолькмара Андре, затем в 1929—1931 гг. в Берлине у Артура Шнабеля. Концертировал по Европе и Америке с 1934 г., завоевав преимущественную известность как исполнитель Бетховена, Шуберта, Шумана и Брамса. Исполнял также музыку XVIII века (в том числе на клавесине), произведения композиторов-современников.
В 1965—1977 гг. профессор кафедры фортепиано Саарской Высшей школы музыки.